# Yamaha YA-1
La Yamaha YA-1 è il primo modello di motocicletta costruito dalla casa giapponese, tra il 1955 e il 1958.

## Il contesto
All'inizio degli anni cinquanta, dopo aver rimesso in funzione gli stabilimenti per la produzione di strumenti musicali, gravemente danneggiati durante il conflitto bellico, la Yamaha si trovava ad affrontare la riconversione industriale di un separato opificio con macchinari meccanici ad alta precisione, in precedenza utilizzato per la produzione di eliche destinate agli aerei della marina imperiale, come il caccia "Zero" e il biplano "Aka-Tombo".
Parimenti a tutti i Paesi europei, anche nel Giappone del secondo dopoguerra la motocicletta era divenuta un diffusissimo mezzo di locomozione, grazie alla semplicità costruttiva e all'economia di acquisto ed uso. La produzione nipponica di moto era passata dai 10.000 esemplari del 1950 ai 750.000 del 1954, con oltre 100 case costruttrici nazionali.

## La YA-1
Vista la forte espansione del mercato, la Yamaha decise di riconvertire quell'opificio alla produzione motociclistica, fondando la Yamaha Motor e iniziando a cimentarsi con una motoleggera di elevate caratteristiche tecniche, destinata ad una clientela elitaria, piuttosto ristretta, anche in considerazione delle ridotte potenzialità numeriche produttive.
Era l'inizio del 1955 quando venne presentata la "YA-1", una moto costruita con particolare cura nei materiali e nell'assemblaggio, impreziosita da soluzioni tecniche d'avanguardia, fortemente ispirate al coevo modello DKW RT 125, e spinta da un motore a due tempi, monocilindrico, di 125 cm³.
Immediatamente impiegata nelle competizioni, la "YA-1" si aggiudicò la vittoria nella prestigiosa gara in salita del Fuji, disputata nel luglio 1955, dimostrando che il modello era esente da difetti di gioventù, fatta eccezione per il prezzo che raggiungeva la elevata cifra di 138.000 ¥ (pari a circa 40.000 € del 2005) che all'epoca rappresentava lo stipendio annuo iniziale di un dipendente laureato.
I modelli da competizione venivano spesso verniciati del medesimo colore rosso/arancione degli aerei militari e la "YA-1" venne soprannominata aka-tombo (in italiano, libellula rossa), come i celebri biplani da addestramento della Yokosuka.